# Луга (Нешвиц)

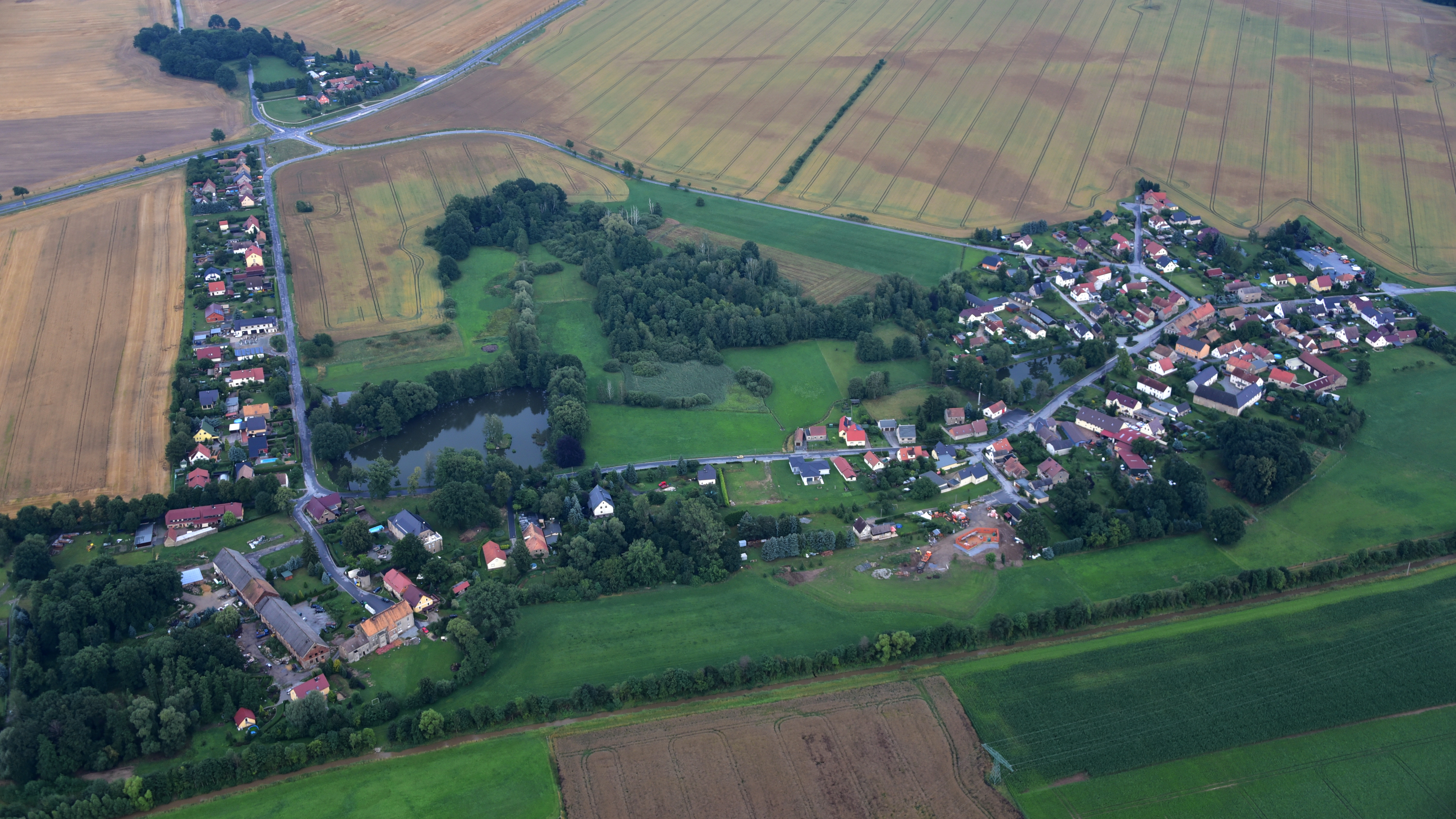

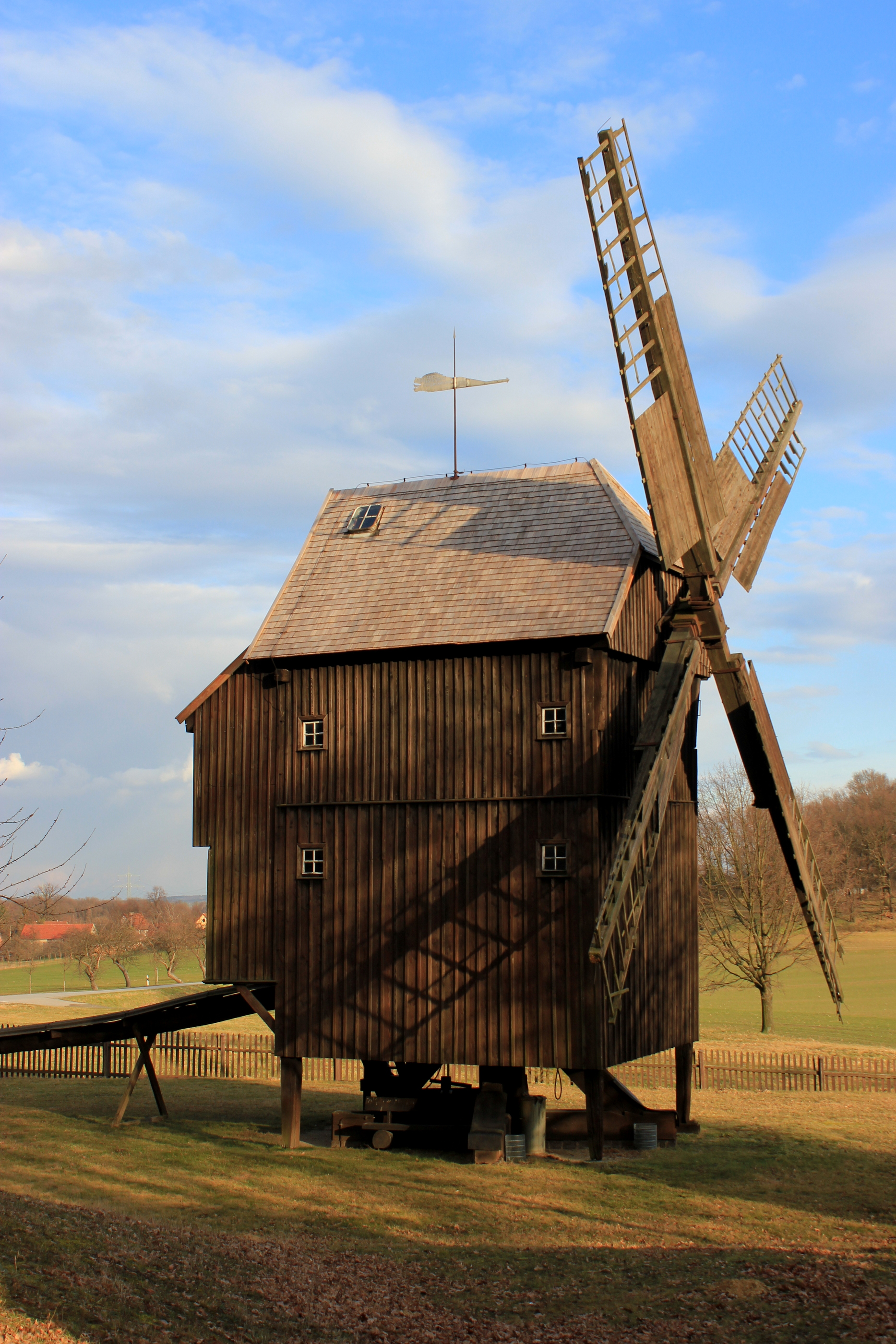
Ветряная мельница

Лу́га или Луг (нем. Luga; в.-луж. Łuhо файле) — деревня в Верхней Лужице, Германия. Входит в состав коммуны Нешвиц района Баутцен в земле Саксония. Подчиняется административному округу Дрезден.

## География
Находится в пойме реки Шварцвассер (Čornica — Чорница) около 10 километров на северо-запад от Будишина. Граничит на востоке с деревней Хасов коммуны Радибор (Chasow, Quoos), на западе — с деревней Кроньца (Króńca, Krinitz) и на северо-западе — с деревней Вбогов (Wbohow, Uebigau).

## История
Впервые упоминается в 1415 году под наименованием Lugk. В XVIII веке в деревне была построена усадьба.
С 1936 по 1994 года деревня входила в состав коммуны Квос. С 1994 года входит в состав современной коммуны Нешвиц.
В настоящее время деревня входит в состав культурно-территориальной автономии «Лужицкая поселенческая область», на территории которой действуют законодательные акты земель Саксонии и Бранденбурга, содействующие сохранению лужицких языков и культуры лужичан.

## Население
Официальным языком в населённом пункте, помимо немецкого, является также верхнелужицкий язык.
Согласно статистическому сочинению «Dodawki k statisticy a etnografiji łužickich Serbow» Арношта Муки в 1884 году проживало 344 человека (из них — 303 серболужичанина (88 %) и 41 немец).
Лужицкий демограф Арношт Черник в своём сочинении «Die Entwicklung der sorbischen Bevölkerung» указывает, что в 1956 году при общей численности в 672 человека серболужицкое население деревни составляло 51,9 % (из них верхнелужицким языком активно владело 219 человек, 48 — пассивно и 82 несовершеннолетних владели языком).
| 1834 | 1871 | 1890 | 1910 | 1925 | 1939 | 1946 | 1956 | 1964 | 1990 | 2011 | 2016 |
| ---- | ---- | ---- | ---- | ---- | ---- | ---- | ---- | ---- | ---- | ---- | ---- |
| 316  | 347  | 351  | 335  | 345  | 522  | 621  | 672  | 681  | 470  | 297  | 337  |

## Достопримечательности
Памятники культуры земли Саксония
- Помещичья усадьба, 1740 год (№ 09300844)
- Ветряная мельница, 1733 год (№ 09253287)
- Памятный знак в честь Йоганна Вильгельма Трауготта фон Шёнберга, 1800 год (Johann Wilhelm Traugott von Schönberg) (№ 09253324)
- Памятный знак погибшим в Первой мировой войне, 1922 год (№ 09253294)
- Wohnstallhaus, первая половина XIX века (№ 09253295)